# Смеховая культура

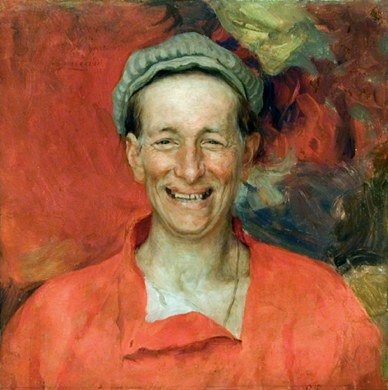
Этюд «Смех»

Смеховая культура — термин, который широко используется исследователями комического и смехового мира М. М. Бахтиным, Д. С. Лихачёвым, А. М. Панченко, С. С. Аверинцевым, Л. В. Карасёвым. Сам по себе смех — это явление не просто физиологическое (включающее в себя определённые звуки, движения мышц, дыхательного аппарата), оно, по мнению исследователей смеховой культуры, тесно связано с общественным выражением человека и демонстрирует радость жизни, комфортное ощущение себя среди окружающих. Смех выступает, прежде всего, как форма простейшей коммуникации.
Коммуникативная функция смеха формируется на достаточно ранних этапах развития общества. Этот вывод можно подтвердить следующим примером: дети в первые месяцы жизни «общаются» с окружающими именно посредством выражения эмоций. Смеясь, они говорят, что им хорошо, комфортно, отсутствуют боль и неудобство.
Смех является ярко выраженным социокультурным явлением, выполняющим коммуникативную функцию. Смех не только объединяет членов группы, но и служит средством отделения одной группы от другой, подчеркивает специфику, способствует более четкой самоидентификации её членов, а, следовательно, и их сплочению. Именно сплочение группы, а в перспективе — общества в целом является основной целью коммуникативной функции смеха.
Многочисленные исследования смеха демонстрируют принадлежность его к ряду исторически выработанных и регламентированных форм социального действия, представляющих свои мировоззренческие ориентиры и культурные ценности. Это положение дает основания для выделения особой смеховой культуры, то есть части общечеловеческой культуры, рассматривающей действительность сквозь призму смеха и комического. Из всех характеристик и складывается понятие «смеховая культура».

## Смех в историческо-культурном контексте

### Бахтин

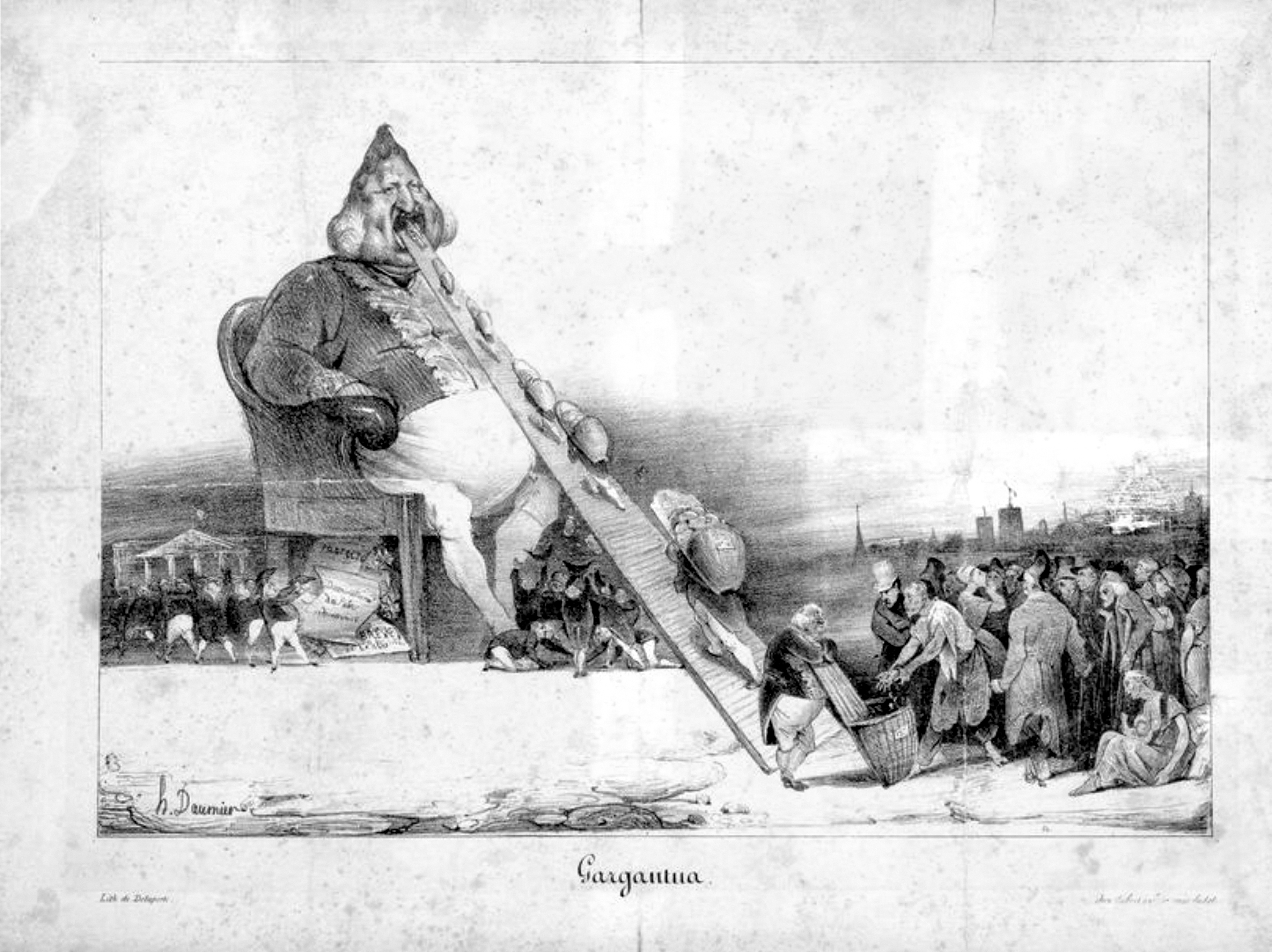

Исследования смеха начинаются с труда М. М. Бахтина, посвященного творчеству Франсуа Рабле. Согласно концепции Бахтина, смех есть начало, способное перенести человека в мир народной карнавальной утопии, на время высвобождая его из обыденной, тяжкой жизни и власти общественных институтов. Исследователь впервые предположил, что разнообразные смеховые формы объединены в единую систему — смеховую культуру. Смеховая культура по его мнению состоит из:
1. обрядово-зрелищных форм;
2. словесных произведений;
3. фамильярной речи.

Всё это является формами хранения и передачи информации о социокультурных народных ценностях. «Каждая эпоха мировой истории, — пишет М. М. Бахтин, — имела свое отражение в народной культуре. Всегда, во все эпохи прошлого, существовала площадь со смеющимся на ней народом».

### Лихачев и Панченко
Концепцией смеховой культуры занимались Лихачев и Панченко. Анализируя древнерусскую культуру, они пришли к выводу, что смеховая культура есть система. Эта система является неким антимиром, куда переносилось всё неблагополучное и неправильное. Смех в этом антимире выступал разрушителем настоящего мира, но создавал мир свободный и неупорядоченный. Функция смеха, несомая «потешниками», заключалась в создании некоей «отдушины» для общества. Со смехом уходило психологическое напряжение, страхи. Смех, как считает Аверинцев, это стихия, способная смешивать и подменять мотивации. Смех является одновременно и разрушителем, и созидателем настоящего мира, обличая и высмеивая все плохое, обнажая, он создает мир свободный от несправедливости. Смех строит антимир, как было сказано выше, где отвергнуты социальное неравенство, несправедливость. В качестве примера подобного развенчания исследователь указывает на осмеяние Христа перед распятием.

### Аверинцев
Смех, как считает Аверинцев, это стихия, способная смешивать и подменять мотивации. Смех является одновременно и разрушителем, и созидателем настоящего мира, обличая и высмеивая все плохое, обнажая, он создает мир свободный от несправедливости. Смех строит антимир, как было сказано выше, где отвергнуты социальное неравенство, несправедливость. В качестве примера подобного развенчания исследователь, указывает на осмеяние Христа перед распятием. По концепции Аверинцева, главное в смехе — освобождение. Агрессивность же свидетельствует об архаичности общества. Аверинцев писал, что смех — это взрыв — захватывает и увлекает одновременно духовную и физическую часть человеческого естества. И феномен смеха, продолжая теорию Бахтина, это переход от несвободы к свободе, а если быть точным, то к освобождению. Ведь смех зачастую это неудержимая стихия, которая не спрашивает нашу волю. Акт смеха Аверинцев сопоставляет с совершением молитвы: «Верую, Господи! Помоги моему неверию» (Евангелие от Марка 9:24), где человек осознает себя верующим, который молится, и неверующим, за которого молитва просится. Так и со смехом — в процессе смеха человек разделяется на себя, смеющегося и себя, осмеиваемого.

### Карасев

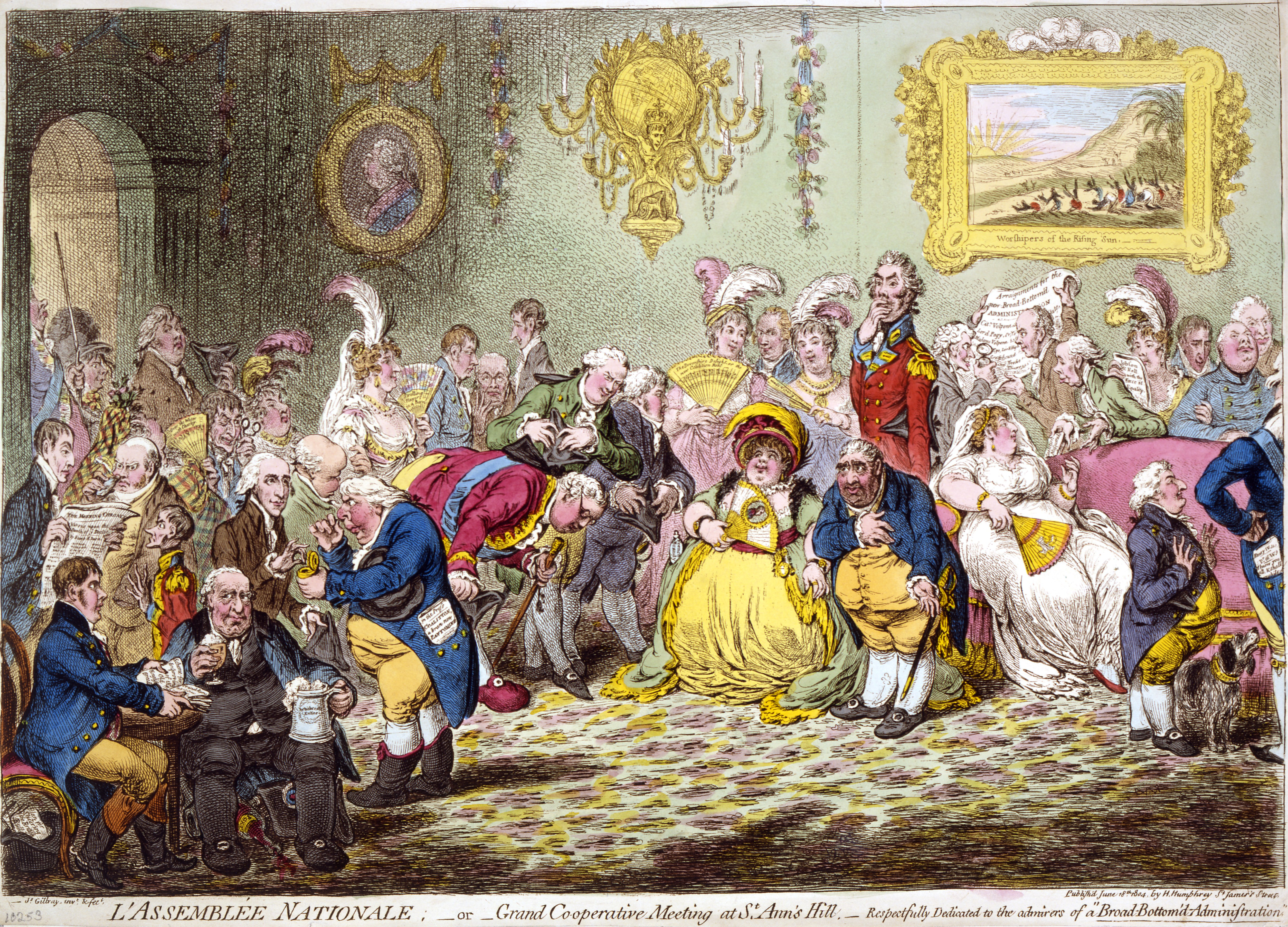
Пример карикатурного рисунка

Наиболее разработанная концепция смеховой культуры принадлежит Карасеву. Он различает проявления смеха :
1. архаический, или смех тела — «смех радости, смех сильного и здорового тела, удовольствия и сытости, ярости и мощи. И это же — смех сугубо ритуальный, переносящий энергию телесного энтузиазма на миры рождения и убийства, света и мрака». Этот тип смеха характерен не только для людей: некоторые животные, как и люди, способны испытывать радость и выражать её в форме смеха.
2. более поздний смех, или смех ума — «связан с работой человеческого ума, научившегося видеть парадоксы в повседневной борьбе добра и зла». Такой смех создается после оценки действительности умом, это внутренне удовольствие жизнью.

Смех является отражением культурной жизни общества, показывает все её конфликты, недостатки, а его типовое многообразие является доказательством многообразия окружающей действительности.

## Типы
Несмотря на различные подходы исследователей, мир смеховой культуры имеет единую структуру, которая едина для всех эпох, народов. Как было сказано выше, смеховая культура у различных народов отличается наполнением. Вот некоторые типы:
- Ирония — род насмешки, когда с притворной серьёзностью высказывается противоположное тому, что думают.[5]
- Сатира — обличение людских пороков и страстей, несовершенства общественного строя в лирической, эпической и драматической форме.[6]
- Юмор — соединение комизма с серьёзностью, добродушное осмеивание людских пороков и слабостей.[7]
- Карикатура — представление лица, предмета или события с намеренным преувеличением характерных черт для возбуждения смеха; юмористическое изображение характеров и нравов.[8]
- Пародия — род сатиры, осмеивающий какое-либо событие, подражая его форме и тону, но вкладывая в него неподходящее, смешное содержание.[9]

## Критика
А. Ф. Лосев считал, что исследования Бахтина «спорны и иной раз неимоверно преувеличены». Он пишет: «Комический предмет вовсе не является таким простым, чтобы здесь речь шла только о смехе как о смехе». Лосев, описывая смех у Рабле, утверждает, что смех «излечивает все горе его жизни, он делает его независимым от объективного зла жизни, он дает ему последнее утешение, и тем самым он узаконивает всю эту комическую предметность, считает её нормальной и естественной, он совершенно далек от всяких вопросов преодоления зла в жизни». Лосев называет этот смех «сатанинским», в то время как Бахтин ограничивается эпитетом «карнавальный».